# Jacques Jansen
Pour les articles homonymes, voir Jansen.
 (mars 2016).
Si vous disposez d'ouvrages ou d'articles de référence ou si vous connaissez des sites web de qualité traitant du thème abordé ici, merci de compléter l'article en donnant les références utiles à sa vérifiabilité et en les liant à la section « Notes et références ».
Jacques Jansen (né Jacques Toupin à Paris le 22 novembre 1913 et mort le 13 mars 2002 dans la même ville) est un baryton martin français.

## Biographie
Jacques Jansen commence sa formation musicale par sept années de violon puis s'exerce au violoncelle et au basson. À la suite d'un accident pulmonaire vers 21 ans durant son service militaire, il se met au chant pour accroître son souffle. Il étudie le répertoire de Gabriel Fauré avec Charles Panzéra pendant plus de deux ans.
À partir d'octobre 1938 Jacques Jansen reçoit une double formation de chanteur au Conservatoire de musique de Paris et de comédien au Conservatoire d’art dramatique de Paris. Dans le conservatoire de musique, il est l’élève de Claire Croiza (pour le chant) et de Georges Viseur (pour le solfège). En 1940, il y reçoit un premier prix de chant. Au Conservatoire d’art dramatique, ses professeurs sont René Simon (pour la diction) et Louis Jouvet (pour la comédie). Il y reçoit une médaille de diction et un deuxième accessit de tragédie.
Il fit ses débuts comme Pelléas dans l'opéra Pelléas et Mélisande de Claude Debussy au Grand Théâtre de Genève en 1941 et le chantera quarante années sur les plus grandes scènes du monde (Scala, Covent Garden, Met, Colón ...). Il enregistra le rôle la même année avec le chef d'orchestre Roger Désormière et la soprano Irène Joachim. Cet enregistrement est considéré comme une des références de cet opéra. 
Jansen enregistra à nouveau le même rôle sous la direction d'André Cluytens et Désiré-Émile Inghelbrecht. Aujourd'hui il est davantage connu dans ce rôle quoiqu'ayant aussi chanté l'opéra baroque Les Indes galantes de Jean-Philippe Rameau, l'opéra moderne Christophe Colomb de Darius Milhaud, l'opérette La Veuve joyeuse de Franz Lehár et des lieder.
Avant  d'être attaché à la troupe de l'Opéra-comique, il multiplie les rôles d'opérette dont 1500 fois le personnage de Danilo dans La Veuve joyeuse, tout particulièrement au théâtre Mogador.
Jacques Jansen a été professeur au Conservatoire de Marseille, puis professeur d’art lyrique au Conservatoire de Paris, enfin professeur de technique vocale à l’Opéra-Studio.

## Filmographie
- 1942: Les Visiteurs du soir (voix chantée d'Alain Cuny)
- 1942 : Patricia de Paul Mesnier
- 1944 : La Malibran de Sacha Guitry
- 1944 : Bonsoir mesdames, bonsoir messieurs de Roland Tual
- 1949 : La Ronde des heures d'Alexandre Ryder
- 1955 : Futures vedettes de Marc Allégret (voix)
- 1972 : Figaro-ci, Figaro-là d'Hervé Bromberger à la télévision

## Théâtre
- 1942 : La Veuve joyeuse  opérette en 3 actes de Franz Lehár, livret Victor Léon et Leo Stein, théâtre Mogador